# 非可逆圧縮
非可逆圧縮（ひかぎゃくあっしゅく）は、圧縮前のデータと、圧縮・展開を経たデータとが完全には一致しないデータ圧縮方式。不可逆圧縮（ふかぎゃくあっしゅく）とも呼ばれる。画像や音声、映像（動画）データに対して用いられる。静止画像ではJPEG、動画像ではMPEG-1、MPEG-2、MPEG-4(DivX、Xvid、3ivX)、MPEG-4 AVC/H.264、HEVC/H.265、WMV9、VP8、音声ではVorbis、WMA、AAC、MP3、ATRAC、Dolby Digital、DTS Digital Surround、Dolby Digital Plus、DTS-HD High Resolutionなどが代表的な非可逆圧縮方法にあたる。
一般的に「データ圧縮」というときには、広い意味で非可逆圧縮も含めることが多いが、狭義のデータ圧縮では非可逆圧縮は入らない。「データ圧縮」の正確な定義は、「情報量を保ったまま」データ量を減らした別のデータに変換することすなわち可逆圧縮をいうからであり、非可逆圧縮の場合は「情報量を保ったまま」という定義から外れる。
非可逆圧縮では、圧縮により一部のデータは欠落するが、人間の感覚に伝わりにくい部分は情報を大幅に減らし、伝わりやすい部分の情報を多く残すことで、劣化を目立たなくする。この結果、すべてのデータを均一に扱う可逆圧縮と比較して圧倒的な圧縮率が得られる。また、圧縮率と品質を両天秤にかけることができ、目的や環境に応じて適切なバランスを選ぶことができる。例えば、低速なナローバンドを使う場合や、データが高い品質を必要としない場合は、圧縮率を高めてデータ量を小さくする。逆に、高速なブロードバンドインターネット接続を使う場合や、より鮮明なコンテンツを表示する場合などは、圧縮率を低くして品質を高くする。